# Kanári kutyatej
A kanári kutyatej (Euphorbia canariensis) a Malpighiales rendjébe, ezen belül a kutyatejfélék (Euphorbiaceae) családjába tartozó faj.

## Képek

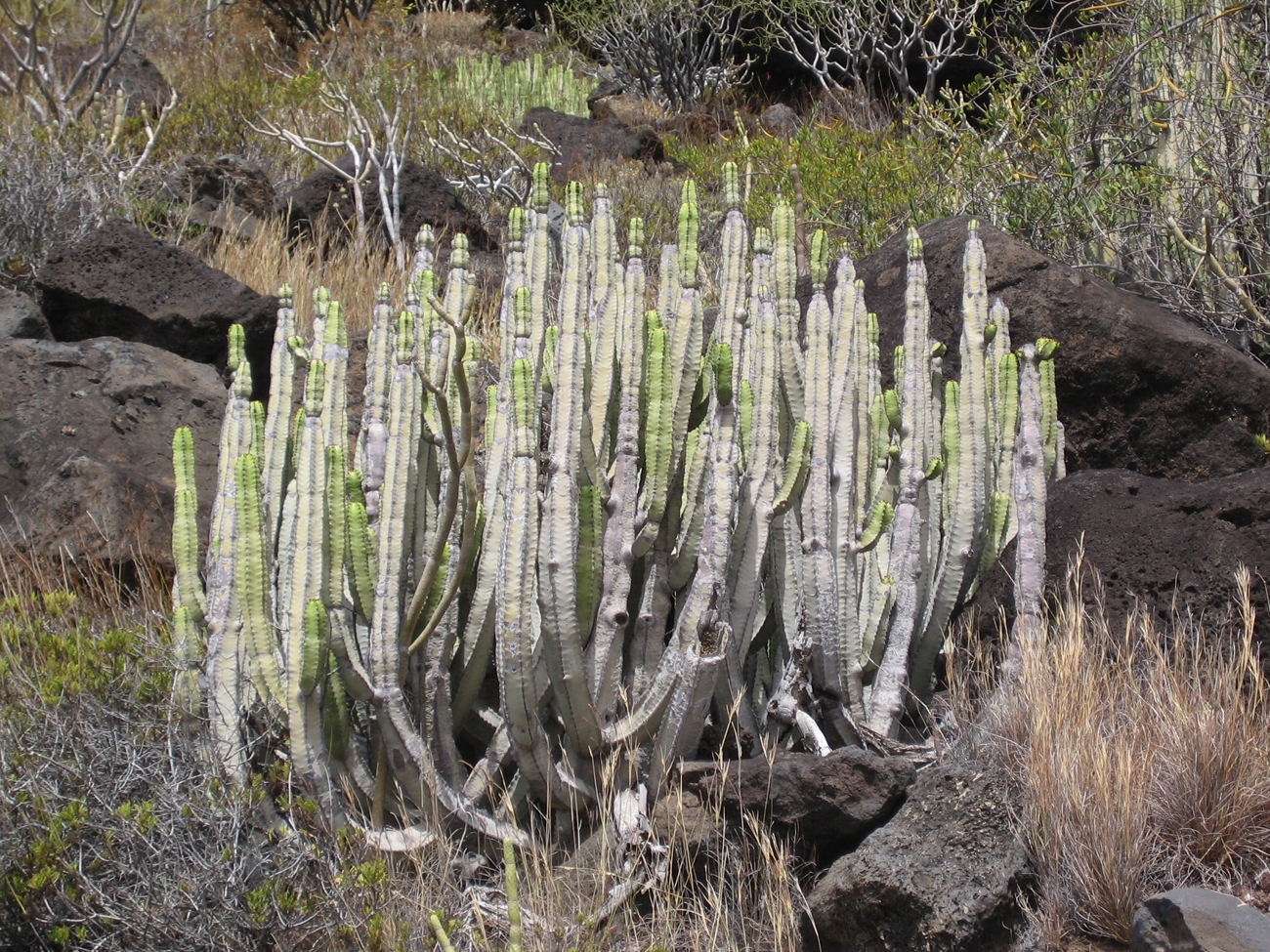
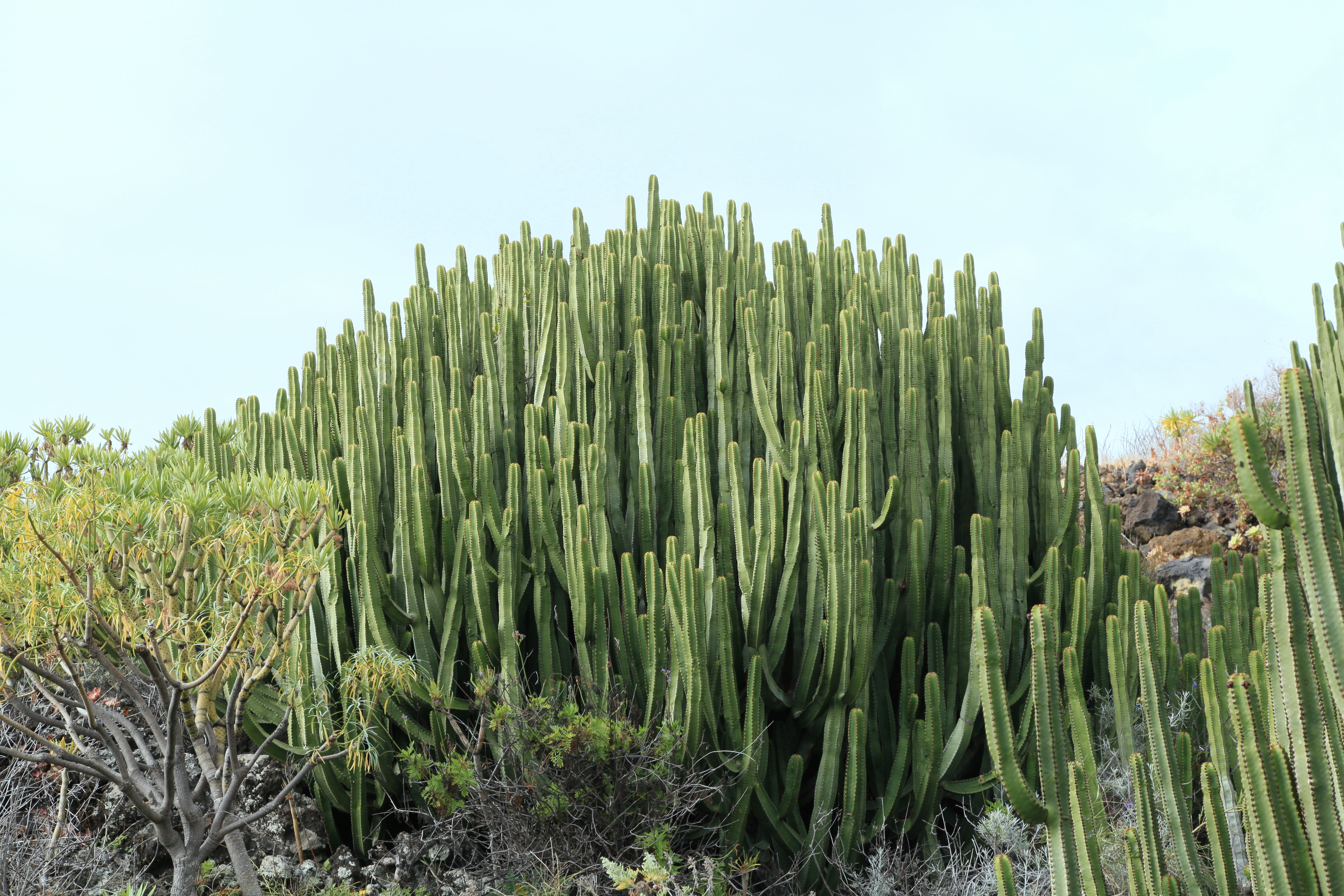
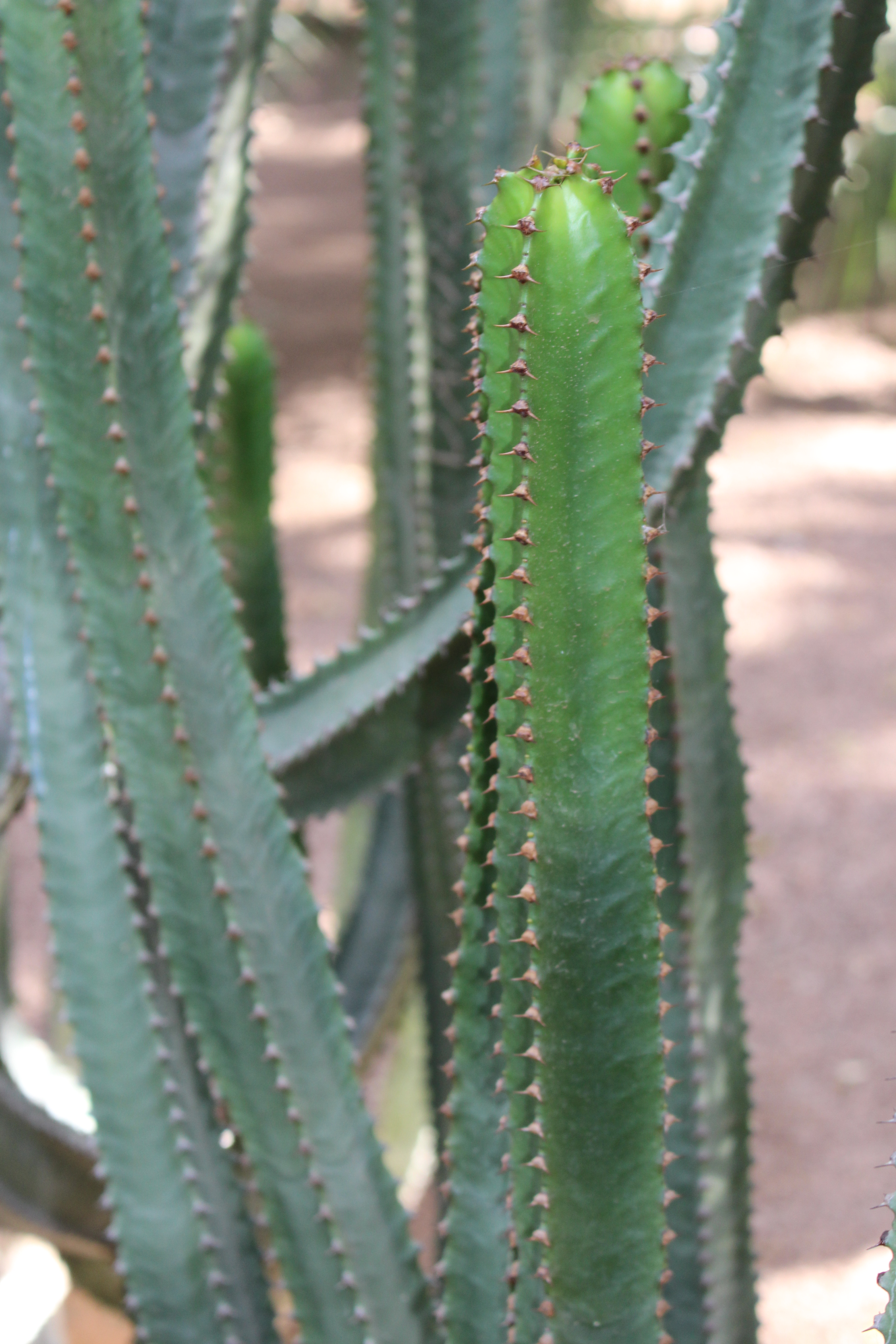
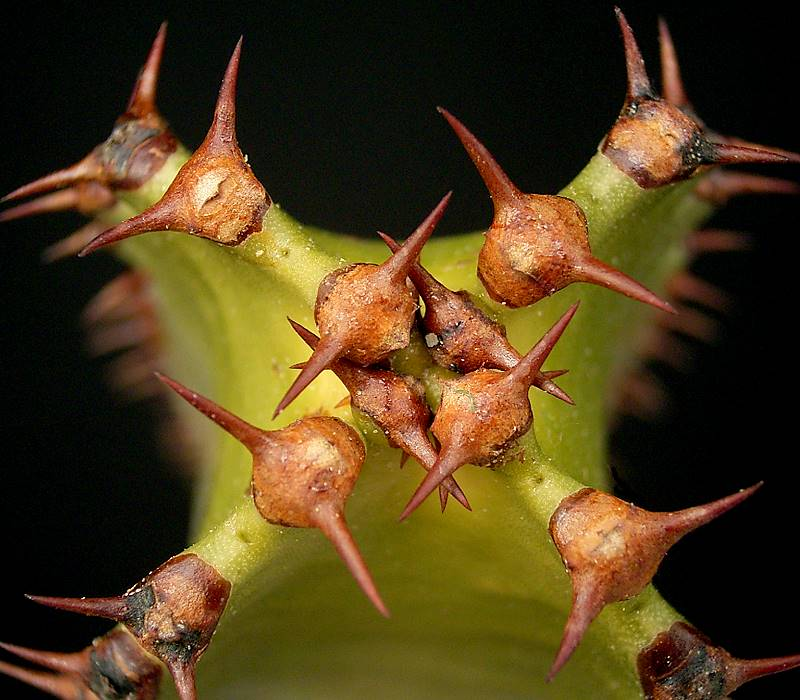

## Előfordulása
A kanári kutyatej előfordulási területe, amint neve is utal rá, a Spanyolországhoz tartozó Kanári-szigeteken van. A természetes élőhelye csak egy keskeny partvonal, mely a tengerszinttől egészen 1100 méteres magasságig terjed.

## Megjelenése
Megjelenésben az Amerikákban őshonos oszlopkaktuszokra emlékeztet, bár köztük nincs rokonsági kapcsolat; minden hasonlóság a konvergens evolúciónak köszönhető. A rokonai közül az Euphorbia caerulescensra és az Euphorbia ingens fiatal példányaira hasonlít. 3-4 méter magasra nő meg; az ágai négyszögletűek és nincsenek levelei, viszont számos 5-14 milliméteres tüskével rendelkezik. A virágai vöröses-zöld színűek. A kanári kutyatej tejszerű nedvet tartalmaz, mely az ember számára mérgező.